# البركان (كولومبيا البريطانية)
البركان (بالإنجليزية: The Volcano)‏، المعروف أيضاً باسم بركان حمم الشوكة (بالإنجليزية: Lava Fork volcano)‏، هو مخروط رماد صغير ضمن الجبال الحدودية الواقعة في جبال الساحل شمال غرب كولومبيا البريطانية، كندا. ويقع علي بعد حوالي 60 كم (40 ميل) شمال شرق حي ستيوارت بالقرب من رأس حمم الشوكة. ويبلغ ارتفاع قمة الجبل 1656 متر (5433 قدم) وذو بروز طوبوغرافي 311 متر(1020 قدم). ويرتفع فوق المناظر الطبيعية الوعرة المحيطة على سلسلة من التلال الجبلية النائية التي تمثل الجناح الشمالي لوادي يو الجليدي.
يرتبط بركان حمم الشوكة بمجموعة صغيرة من البراكين ذات الصلة تسمى مخاريط نهر اسكت-أنكن. يشكل هذا الجزء الحجم الأكبر من مقاطعة كورديليران البركانية الشمالية، والتي تمتد من حدود ألاسكاويوكون إلى القرب من ميناء مدينة الأمير روبرت. ويعد النشاط البركاني في البركان حديثًا نسبيًا مقارنة بمعظم البراكين الأخرى في مقاطعة كورديليران البركانية الشمالية. أظهرت الدراسات الجيولوجية أن البركان ومنتجاته البركانية قد نشأت في ال 400 عام الماضية؛ هذا بعد فترة طويلة من آخر عصر الجليدي، الذي انتهى قبل حوالي 10000 عام.

## الجيولوجيا
يقع البركان في أقصى الجنوب بالنسبة ل 10 براكين اخري ضمن الحقل البركاني لمخاريط نهر إسكوت-أونوك، بالإضافة إلى انه أحدث بركان في الثوران. يتشكل هيكل البركان بشكل سيئ وقد تم تقليله بسبب عوامل التعرية من الجليد الثلجي الشاهق الموجود على ارتفاع البركان وامتداده.ويمثل واحدا من البراكين القليلة النشطة علي مر التاريخ في مقاطعة كورديليران البركانية الشمالية، حيث يقدر ارتفاع القاعدة بـ 100 متر (330 قدمًا). ومثل معظم المخاريط البركانية، يتكون البركان من كومة من الرماد البركاني السائب، وتفرا ذات لويبات صغيرة الحجم وقنابل بركانية. والتي ترسبت خلال فترات نشاط نافورة الحمم البركانية. تحتوي منطقة التنفيس على قنابل بركانية يصل طولها إلى 0.5 متر (1.6 قدم) ورواسب صغيرة من الكبريت المترسبة من الغازات البركانية.
ومثل المخاريط الأخرى لنهر إسكوت-أونوك، تعود أصول البركان إلى التصدع القاري - وهو تمزق طويل في القشرة الأرضية حيث يتفكك الغلاف الصخري. تشكل هذا الصدع الأولي نتيجة لانزلاق صفيحة المحيط الهادئ شمالًا على طول صدع الملكة شارلوت، في طريقها إلى خندق ألوتيان. مع تمدد القشرة القارية، تتشقق الصخور القريبة من السطح على طول شقوق شديدة الانحدار موازية للصدع، مشكلة فالق. ترتفع الصهارة البازلتية على طول هذه الكسور لتخلق ثورات بركانية. كانت منطقة الصدع موجودة منذ 14.9 مليون سنة على الأقل ، وأنشأت مقاطعة كورديليران البركانية الشمالية. من المحتمل أن تكون العديد من البراكين الخاملة في المقاطعة نشطة، حيث كان البركان أحد البراكين الثلاثة التي اندلعت في المئات من السنين الماضية. يعد مخروط تسياكس -الذي اندلع آخر مرة في القرن الثامن عشر- أقصى جنوب المقاطعة، بينما يعد بركان بريندل -والذي ثار آخر مرة منذ أكثر من 10000 عام- أقصى شمالها، وهوا أيضاً أقصى منتصف شرق ألاسكا.

### التاريخ البركاني
حُدِّدت مرحلتين على الأقل من النشاط البركاني في البركان. وقد تبع كل نشاط بتدفقات طويلة من الحمم البازلتية عبر الأجنحة الجرانيتية شديدة الانحدار من سلسلة الجبال التي يقع عليها البركان. بعد حدوث ذلك ، سافروا عبر وادي لافا فورك لمسافة 5 كم (3 ميل). هنا، عبرت التدفقات حدود كولومبيا البريطانية إلى ولاية ألاسكا الأمريكية وسدت النهر الأزرق، أحد روافد نهر أونوك، مكونة العديد من البحيرات. يبلغ إجمالي تدفقات الحمم البركانية حوالي 22 كم (14 ميل) ولا تزال تحتوي على سماتها الأصلية منذ أن تم تبريدها، بما في ذلك تلال الضغط وقنوات الحمم البركانية. اجتاحت تدفقات الحمم البركانية سلسلة من الأشجار الكبيرة أثناء ثوران البركان. احترقت قواعد الأشجار وانهارت الجذوع والفروع العلوية في الحمم المتصلبة، تاركة الأشجار مغروسة على سطح تدفقات الحمم البركانية. بعد تجمد التدفقات ، انهارت قوالب الأشجار وأنابيب الحمم لتشكل حفرًا بركانية. في الطرف الجنوبي من أحد تدفقات الحمم البركانية ، ينتشر في فص طرفية عريض على السهل الرسوبي المسطح لنهر أونوك. لا يزال الرماد البركاني والحمم البركانية من البركان باقية على الأنهار الجليدية الصغيرة بالقرب من جبل لويس كاس ، وهو جبل يبلغ ارتفاعه 2094 مترًا (6870 قدمًا) بالقرب من حدود ألاسكا وكولومبيا البريطانية.

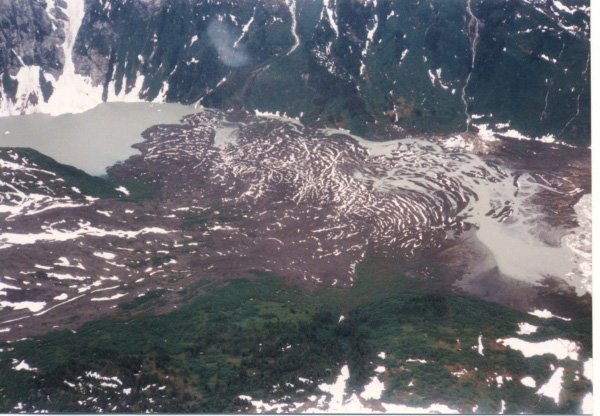
حمم حديثة من نوع باهوايهو تهبط لأسفل على امتداد الجزء الأخضر من حافة الجبل. البحيرة الألبية في أعلى شمال الصورة هي البحيرة الجنبوبية من بحيرتي لافا

لوحِظ أكثر من تدفق من الحمم البركانية من البركان بواسطة مساح يدعى فريمونت موريس في عام 1905 خلال مسح للجنة الحدود الدولية. في عام 1906 ، كتب موريس أن أحدث تدفق للحمم البركانية البركانية قد "حدث على الأرجح في غضون أقل من خمسين عامًا. منذ تقرير موريس ، تم استخدام علم تحديد أعمار الأشجار وتقنيات التأريخ بالكربون المشع لتحديد تواريخ المرحلتين البركانيتين للبركان. يُقدر أن الأول حدث منذ حوالي 360 عامًا وآخرها ربما حدث قبل 150 عامًا فقط. يشير هذا إلى أن البركان هو أصغر جبل بركاني معروف في كندا وأن نشاطه البركاني حديث مقارنة بالعديد من البراكين الأخرى في كولومبيا البريطانية. في العديد من الوثائق، تمت كتابة آخر ثوران للبركان في عام 1904. ومع ذلك، وفقًا لبرنامج البراكين العالمي التابع لمؤسسة سميثسونيان ، فإن هذا الانفجار البركاني يعتبر غير مؤكد. على الرغم من أن البركان قد اندلع آخر مرة منذ 150 عامًا، إلا أنه أحد البراكين الخمسة في مقاطعة كورديليران البركانية الشمالية التي سجلت نشاطاً زلزالياً منذ عام 1985. البعض الآخر يشمل كاسل روك (حدثان)، جبل هودو (ثمانية أحداث)، كرو لاجون (أربعة أحداث) ومجمع ماونت ادزيزا البركاني (ثمانية أحداث). تشير البيانات الزلزالية إلى أن هذه البراكين لا تزال تحتوي على حجرة صهارية نشطة، مما يشير إلى أن بعض براكين كورديليران الشمالية ربما تكون نشطة ، مع وجود مخاطر محتملة كبيرة. يتوافق النشاط الزلزالي مع بعض البراكين التي تشكلت مؤخرًا في كندا ومع البراكين المستمرة التي كان لها نشاط متفجر كبير عبر تاريخها ، مثل جبل هودو ومجمع جبل إديزا البركاني.

## التاريخ البشري

### الجدل حول التسمية
اقترح مستكشف يدعى كريس ديكنسون التمسية وذلك خلال بعثة كامبريدج لجبال الساحل عام 1979. واعتمد الاسم في نوفمبر 1980 وأصبح رسميًا. إلا أن هذا الاسم لا يظهر في أي سجلات بركانية، ويستخدم بدلا منه بشكل غير رسمي اسم حمم الشوكة أو بركان حمم الشوكة بسبب اتصاله الوثيق بتيار مائي بنفس الاسم. وسبب هذا الجدل كون لمة البركان عامة، إذ لا يتضح عن نطقها هل القصد منها هذا البركان خاصة أم البركان عامة. ومن البراكين ذات التسمية المشابهة بركان فنت ضمن حقل تويا البركاني في أقصى شمال كولومبيا البريطانية وبركان الجبل في حقل فورت سلكريك البركاني في وسط يوكون. واعتبارًا من عام 2009، استمر استخدام المصطلحات غير الرسمية من قبل المواد الطبيعية في كندا.

### الحماية والمراقبة
يعد البركان ونواتج ثورانه وينبوعه المعدني الكبير محميا في حديقة حمم الشوكة الإقليمية. والتي أنشأت عام 2001، حديقة إقليمية من الدرجة الأولى، والتي تغطي مساحة شاسعة، تبلغ 7000 هكتار. ويقع ضمنها، أيضاً، بحيرتي الحمم المسدودتان بالحمم المتدفقة من البركان. وتقع الحديقة ضمن الأراضي التقليدية المؤكدة لأمة تالهتان الأولى. توفر الحديقة موقعًا لدراسة العمليات البيئية المرتبطة بالتعاقب الأولي أو إنشاء الغطاء النباتي بعد اضطراب كبير.